# برنهارد فوكس
برنهارد فوكس (بالألمانية: Bernhard Fuchs) هو مصور نمساوي، ولد في 1971 في Haslach an der Mühl ‏ في النمسا.

## وصلات خارجية
- الموقع الرسمي